# Merycodontinae
Merycondontinae là một phân họ của họ linh dương sừng nhánh Antilocapridae nảy sinh trong thời gian giữa các thế Miocen và đã bị tuyệt chủng vào cuối thời kỳ đó. Các Merycondontinae là động vật cỡ nhỏ, cấu trúc cơ thể nhẹ nhàng và là động vật móng guốc cỡ nhỏ chạy nhanh. Cả con đực và con cái đều có sừng.

## Các loài
- Phân họ Merycodontinae
  - Chi †Cosoryx
    - Cosoryx agilis
    - Cosoryx cerroensis
    - Cosoryx furcatus
    - Cosoryx ilfonensis
    - Cosoryx trilateralis

  - Chi †Meryceros
    - Meryceros crucensis
    - Merycerus crucianus
    - Meryceros hookwayi
    - Meryceros joraki
    - Meryceros major
    - Meryceros nenzelensis
    - Meryceros warreni

  - Chi †Merycodus
    - Merycodus furcatus
    - Merycodus grandis
    - Merycodus necatus
    - Merycodus prodromus
    - Merycodus sabulonis

  - Chi †Paracosoryx
    - Paracosoryx alticornis
    - Paracosoryx burgensis
    - Paracosoryx dawesensis
    - Paracosoryx furlongi
    - Paracosoryx loxoceros
    - Paracosoryx nevadensis
    - Paracosoryx wilsoni

  - Chi †Ramoceros
    - Ramoceros brevicornis
    - Ramoceros coronatus
    - Ramoceros marthae
    - Ramoceros merriami
    - Ramoceros osborni
    - Ramoceros palmatus
    - Ramoceros ramosus

  - Chi †Submeryceros
    - Submeryceros crucianus
    - Submeryceros minimus
    - Submeryceros minor